# دانيال يوهانسن
دانيال يوهانسن (بالدنماركية: Daniel Johansen)‏ هو لاعب كرة قدم دنماركي، ولد في 9 يوليو 1998. شارك مع منتخب جزر فارو تحت 21 سنة لكرة القدم.

## وصلات خارجية
- دانيال يوهانسن على موقع الاتحاد الأوربي (الإنجليزية)
- دانيال يوهانسن على موقع قاعدة بيانات كرة القدم.إي يو (الإنجليزية)
- دانيال يوهانسن على موقع ناشيونال فوتبول تيمز (الإنجليزية)
- دانيال يوهانسن على موقع Soccerbase.com (لاعب) (الإنجليزية)
- دانيال يوهانسن على موقع Soccerway.com (الإنجليزية)
- دانيال يوهانسن على موقع عالم كرة القدم.نت (الإنجليزية)